# GNU Debugger
GNU debugger (talvolta chiamato semplicemente GDB) è un programma libero sviluppato dal progetto GNU. È il debugger predefinito del sistema operativo GNU, gira su molte piattaforme (tra cui i sistemi Unix-like e Microsoft Windows) ed è capace di analizzare numerosi linguaggi di programmazione, tra cui Ada, C, C++ e Fortran.
Con il GDB, per esteso Gnu Source-Level Debugger, è possibile avviare quattro tipi di operazione:
- Avviare un programma, specificando tutte le componenti che influiscono sul suo comportamento.
- Far sì che il programma utilizzato si interrompa rispettando le condizioni impostate.
- Esaminare i processi coinvolti nell'interruzione del programma.
- Modificare gli elementi nel programma utilizzato, così da poter visionare i risultati delle eventuali correzioni a un dato bug.

GDB è sviluppato attivamente. Attualmente (2007) l'attenzione è posta sull'implementazione del "debugging reversibile", ovvero consentire di tornare indietro nella sessione di debug, come se si "riavvolgesse" il programma crashato, per vedere cosa è accaduto.